# Крылатское (велотрек)
Велотрек «Крылатское» — спортивное сооружение в Москве, в районе Крылатское. Построен в 1979 году к Олимпийским играм 1980 года по проекту авторского коллектива, возглавляемого архитекторами Н. И. Ворониной и А. Г. Оспенниковым.
Велотрек расположен на Крылатской улице, между Крылатскими холмами и Гребным каналом.

## Конструкция
Большепролётное сооружение имеет в плане форму эллипса с размерами осей 168 и 138 м. Пролёт велотрека длиной 168 метров перекрыт двумя парами наклонных арок, соединённых мембраной из рулонной стали толщиной 4 мм.
Проект велотрека разработан в Московском научно-исследовательском и проектном институте объектов культуры, отдыха, спорта и здравоохранения авторским коллективом, в который вошли архитекторы Н. И. Воронина и А. Г. Оспенников; инженеры конструкторы: В. В. Ханджи, Ю. С. Родиченко, В. А. Бородин, И. В. Лисицин, М. В. Савицкий; технолог А. В. Зыченков; авторы зон архитекторы А. Р. Воронцов, Т. М. Завалищина, В. В. Рубцов, Л. М. Пивненко. С помощью ЦНИИСК им. В. А. Кучеренко были разработаны конструкции (д.т. н. В. Трофимов, к.т. н. Л. Гольденберг, к.т. н. П. Еремеев). Институт ВНИПИ «Промстальконструкция» разработал проект монтажа.
Благодаря геометрии трека можно развить скорость до 90 км/час. Трековая дорожка имеет длину 333,33 м, ширину — 10 м; прямые участки, имеющие наклон 11°, не превышают 37 м, виражи подняты под углом 42° и имеют радиус 33 м. Дорожка покрыта древесиной сибирской лиственницы. К моменту проведения Олимпийских игр 1980 года трек был одним из самых быстрых в мире, во время олимпийских соревнований на нём было установлено 13 мировых рекордов. За 20 лет на велотреке «Крылатское», входившем в пятёрку лучших велодромов в мире, было поставлено 200 мировых и европейских рекордов.
Внутри трека уложено синтетическое покрытие, на нём можно проводить соревнования по мини-футболу, гандболу, лёгкой атлетике, теннису, ракетлону, настольному теннису.
Две трибуны для зрителей (26 м высотой, по 3000 мест каждая) расположены параллельно прямым участкам дорожки трека.

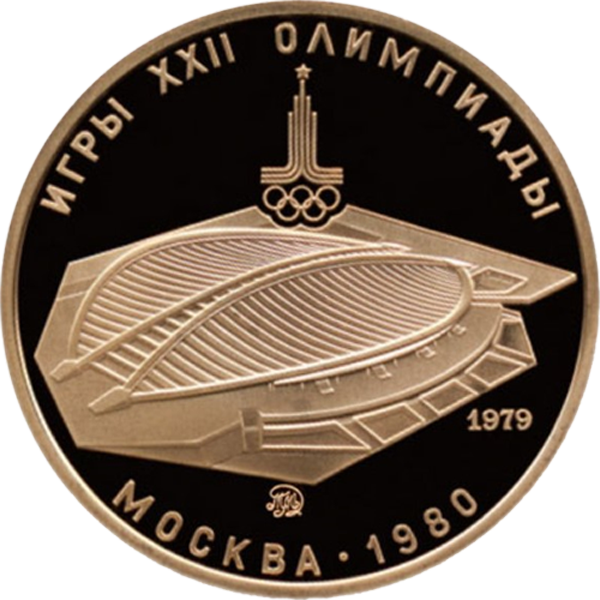
Велотрек на реверсе памятной золотой 100-рублёвой монеты

## Сопутствующие объекты
При треке есть 2 теннисных корта, 2 корта для игры в сквош, залы занятия единоборствами и на тренажёрах, сауна, секции велосипедного спорта и легкой атлетики, кафе-бар, гостиница.

### Комплекс для стрельбы из лука
Рядом с велотреком был расположен комплекс для стрельбы из лука размером 220×90 м, в который входили линия огня и линия для установки мишеней на дистанции от 30 до 70 м для женщин и от 30 до 90 м для мужчин.

### Кольцевая велотрасса
По другую сторону Крылатской улицы на Крылатских холмах в 1979 году построена кольцевая велотрасса длиной 13,64 км и шириной 7 м с асфальтовым покрытием.